# Schlachthof (Leipzig)

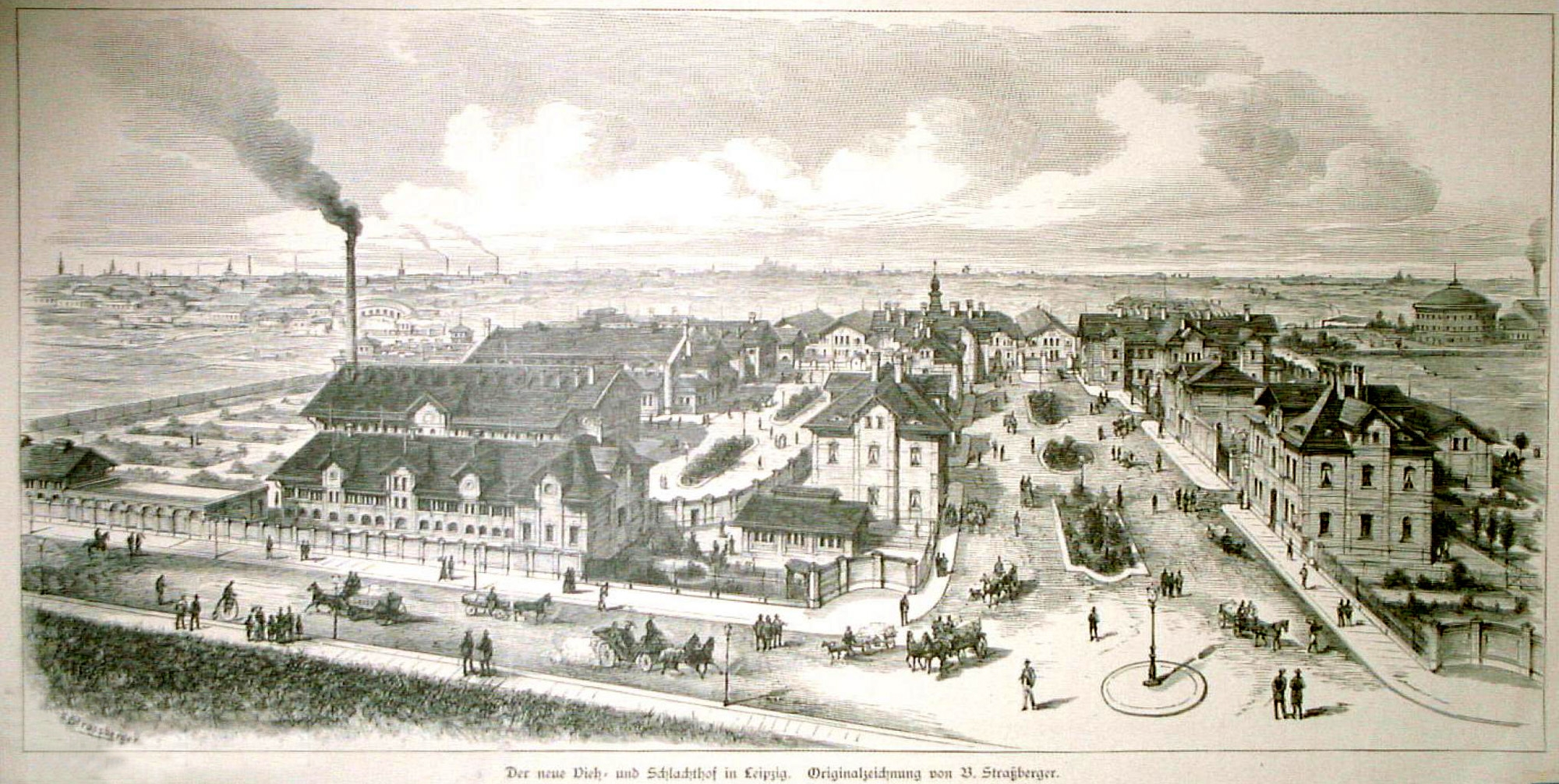
Die Gesamtansicht des Schlachthofs kurz nach der Eröffnung

Der Städtische Vieh- und Schlachthof in Leipzig (kurz meist nur „Schlachthof“) diente über 100 Jahre der zentralen Versorgung der Stadt mit Fleisch- und Wurstwaren.

## Lage
Der Schlachthof befand sich in der südlichen Vorstadt am Ende der Kantstraße. Er wurde begrenzt im Westen von der Altenburger Straße und im Süden von der Richard-Lehmann-Straße (früher Kaiserin-Augusta-Straße). Im Osten und Norden lagen die Gleiskörper der Sächsisch-Bayerischen Eisenbahn und des Kohlebahnhofs, wodurch der für den Betrieb der Einrichtung notwendige Gleisanschluss gegeben war.
Innerstädtisch war der Schlachthof seit 1889 durch eine Pferdebahntrasse, die am Schlachthof ihre Endstelle hatte und ab 1896 elektrisch betrieben wurde, verkehrstechnisch angebunden. Diese Endstelle bestand bis 1935.

Alter Schlachthof am Pleißemühlgraben

## Geschichte
Nordwestlich der Stadt, vor dem Ranstädter Tor, war 1655 am Ufer des Pleißemühlgrabens der erste Schlachthof Leipzigs erbaut worden. Der davor liegende Platz war deshalb der Fleischerplatz.
Als mit wachsender Stadt der Durchsatz an Schlachtvieh größer wurde, wurden die zur Schlachtung angelieferten Tiere ab den 1860er-Jahren im Ratsgut Pfaffendorfer Hof untergestellt, das deshalb bald den Namen „Fettviehhof“ führte. Aber auch diese Lösung erwies sich für die rasant steigende Einwohnerzahl Leipzigs nach wenigen Jahren als nicht mehr ausreichend.
Nach zweijähriger Bauzeit wurde am 11. Juli 1888 der nach den Plänen des Leiters des Leipziger Hochbauamtes Hugo Licht neu errichtete städtische Vieh- und Schlachthof in der Südvorstadt eröffnet. Er belegte ein Gelände von 113.700 m² und besaß eine überbaute Fläche von anfangs 20.000 m². Er umfasste Schlachthallen, Markthallen und Ställe, ein Kühl- und ein Düngerhaus, eine Sanitäranlage, eine Börse und ein Verwaltungsgebäude. Die einheitliche Gestaltung war gekennzeichnet durch gelbe Klinkerfassaden. Schon 1891 waren erste Erweiterungsbauten notwendig. 1913 betrug die überbaute Fläche bereits 50.000 m². Der letzte große Neubau war 1936 eine moderne Rinderschlachthalle längs der Altenburger Straße.
Nach dem Zweiten Weltkrieg wurde der Schlachthof zu einem der größten der DDR ausgebaut, nannte sich „Delicata“ und war Hauptbetrieb des „VEB Fleischkombinats Leipzig“. Von 1974 bis 1977 entstand zusätzlich zum Schlachtbetrieb ein neuer Fleischverarbeitungsbetrieb zur Herstellung von Fleisch- und Wurstwaren. Der veraltete Betriebsteil in der Angerstraße konnte deshalb geschlossen werden.
Nach der Wende wurde der Betrieb zunächst eine kommunale Einrichtung und ging 1991 in den Besitz der Südfleisch AG München über. Nach einem schnellen Konkurs erfolgte die Schließung des Betriebes am 30. Juni 1991.

Der Eingangsbereich des Schlachthofs 1892
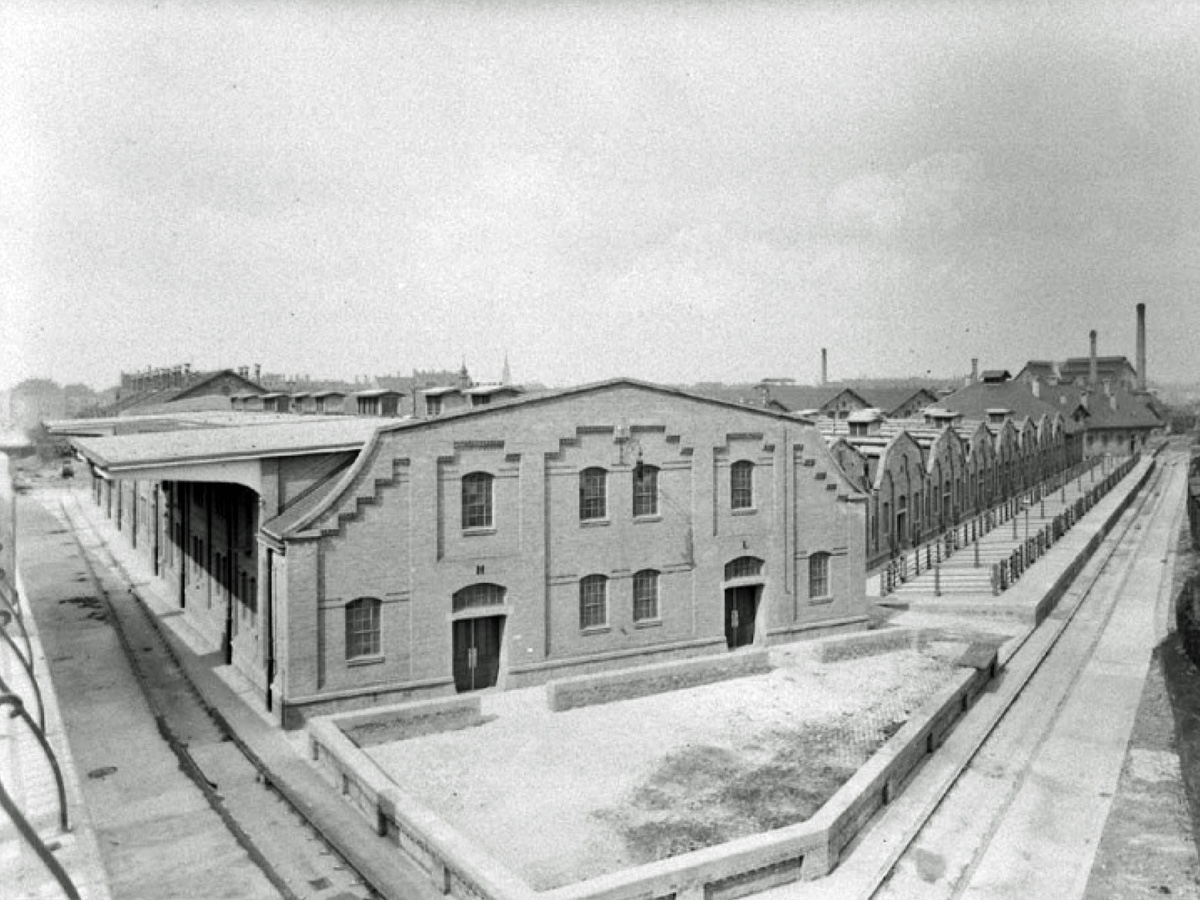
Der Gleisanschluss
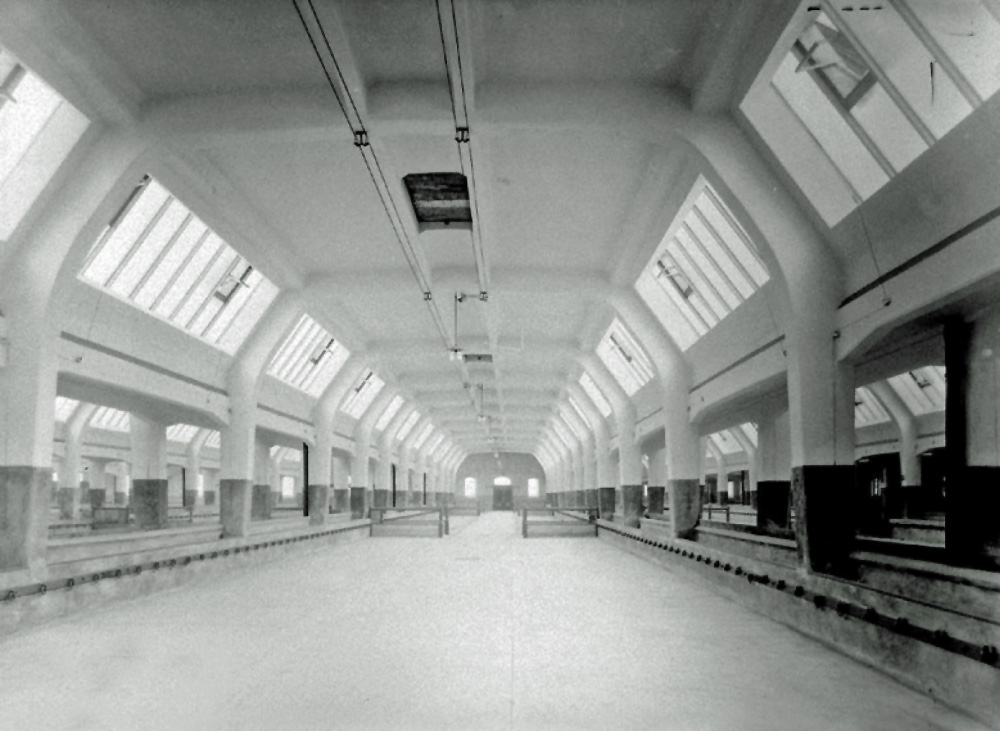
Neue Großvieh-Markthalle 1913
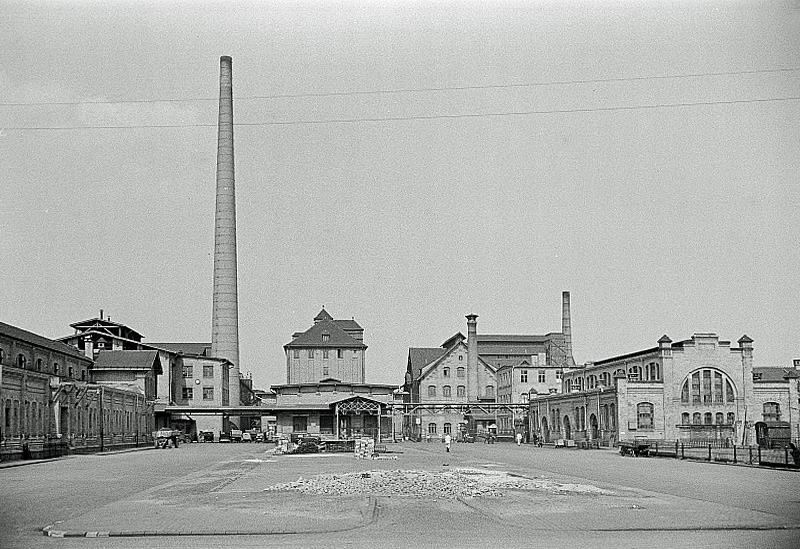
Das Schlachthofgelände 1952
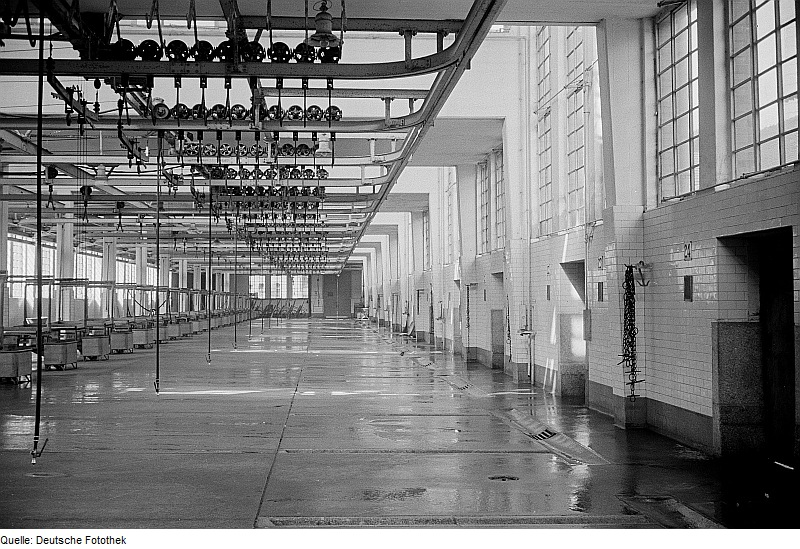
Eine moderne Schlachthalle

## Nachfolgeeinrichtungen

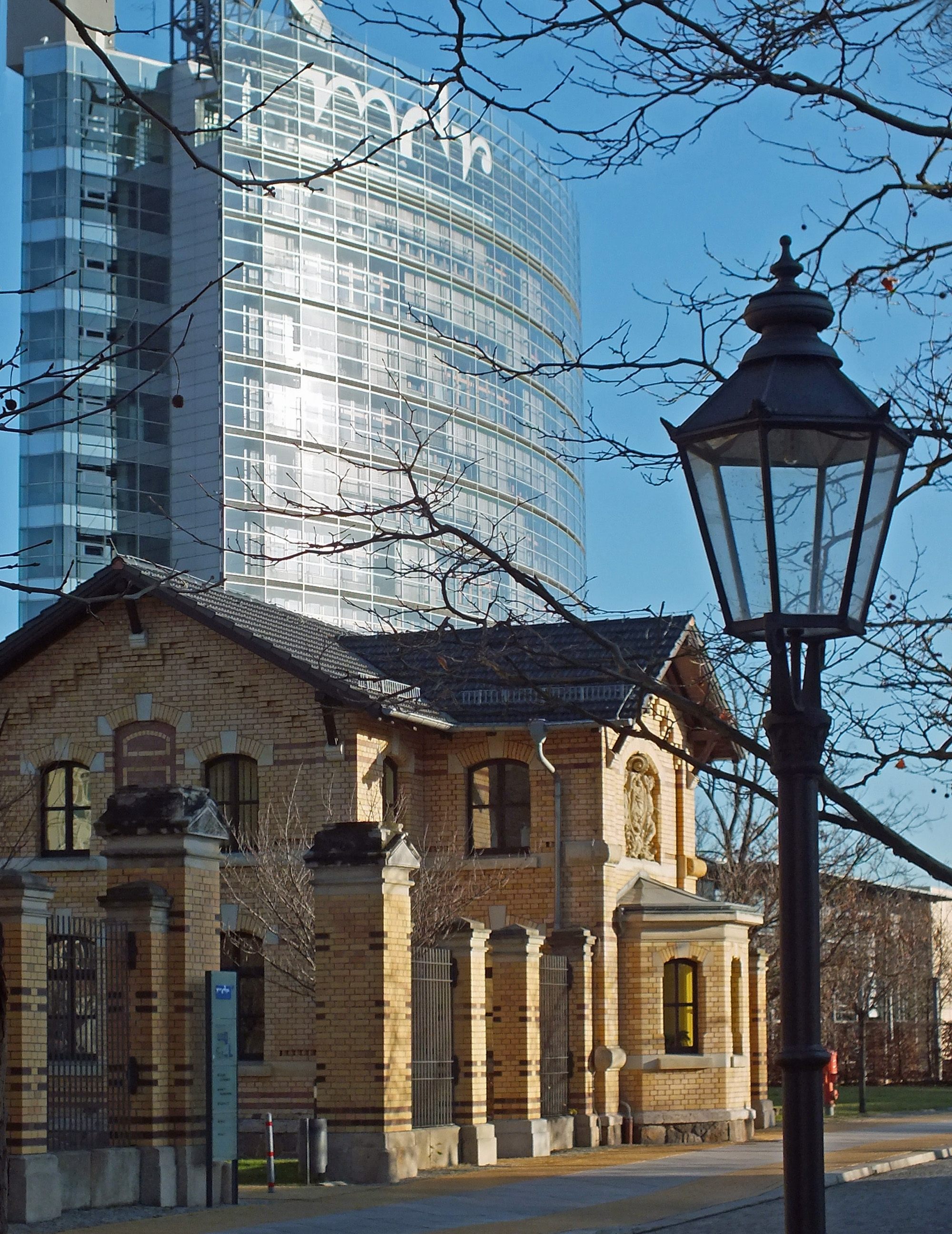
Alt und Neu auf dem MDR-Gelände

In den 1990er Jahren baute der Mitteldeutsche Rundfunk auf dem Schlachthofgelände seine Fernsehzentrale und seine zentrale Verwaltung auf. Dazu wurden die Produktionshallen abgerissen, die Verwaltungsgebäude und einige Ställe am Südrand des Geländes saniert. Letztere wurden zu Lagern bzw. der Betriebskantine umfunktioniert. Der erste sanierte Bau, der bezogen wurde, war im Februar 1993 die ehemalige Börse als Sitz des Intendanten. Diskussionen gab es um den Abriss der Rinderschlachthalle, die als herausragendes Beispiel der Industriearchitektur der 1930er Jahre galt und zunächst für eine Umnutzung vorgesehen war. Nach dreieinhalbjähriger Bauzeit wurde am 13. Juli 2000 mit dem 65 Meter hohen Hochhaus die Sendezentrale des MDR eröffnet.
Das Gelände des MDR nimmt etwa 70 % des ehemaligen Schlachthofgeländes ein. Nach Norden schließt sich die im Jahre 2000 in Betrieb genommene Media City Leipzig an, die einige Fernsehstudios enthält (u. a. die Räume der Sachsenklinik für die Serie „In aller Freundschaft“) sowie zahlreiche Unternehmen und Dienstleister der Film- und Fernsehbranche. Sowohl die MDR-Bauten als auch die der Media City sind farblich an die Altbauten des Schlachthofs angepasst.
Schließlich wurde 2009 im nördlichsten Gebäude des Schlachthofs, der ehemaligen Schlachthoffleischerei, und einem angeschlossenen Neubau an der Altenburger Straße der Kindergarten „Elefant, Tiger & Knirps“ eröffnet.